# Prietenul meu, Max
Prietenul meu, Max este un film românesc din 1965 regizat de Ion Bostan.